# AquaNox
AquaNox (лат. aqua — «вода» и nox — «ночь», то есть «Ночные воды») — серия симуляторов подводных лодок с элементами шутера в футуристическом сеттинге. В серию входят игры «AquaNox» (2001), «AquaNox 2: Revelation» (2003) и «AquaNox: Deep Descent» (2020). В промежутке между второй и третьей частями также находилась в разработке «AquaNox: The Angel’s Tears», но была отменена. Предшественницей серии является игра под MS-DOS под названием «Archimedean Dynasty». Серия известна своими детальной графикой (на то время) и аудио, а также нестандартной подачей сюжета, которая вызвала споры среди игровых журналистов и рецензентов.

## Обзор
К середине XXII века ресурсы на поверхности Земли всё больше истощались, и люди пустились искать их на океанском дне, что привело к строительству рудодобывающих станций в глубинах Атлантического Индийского и Тихого океанов. Многие государства приложили руку к созданию этих глубоководных станций, где рабочие и инженеры добывали богатства Мирового океана. Несмотря на это, новые источники полезных ископаемых так и не смогли покрыть постоянно растущую нужду. Когда наконец поверхностные ресурсы были полностью истощены, пришло время разрушения и войн. В борьбе за остатки земных ресурсов бывшие союзники стали врагами и вспомнили старые конфликты.
Не раздумывая, человечество полностью уничтожило саму основу жизни на поверхности Земли. После ряда войн за ресурсы ядерное оружие завершило разрушительный труд человека, превратив сушу в радиоактивную пустыню. Когда исчезла последняя надежда на выживание человечества на поверхности, люди бежали в глубины Мирового океана.
Бывшие рудодобывающие станции стали убежищем для тех, кому посчастливилось заплатить за вход в этот подводный мир. Самые бедные были оставлены на безжизненной поверхности, обречённые на мучительную смерть от радиации. Жизнь вне океанов стала невозможной, после того как глобальное потепление радикально подняло уровень моря, а жестокая ядерная зима покрыла всю поверхность слоем радиоактивной пыли, а также снегом и льдом. Сорокаметровый слой мёртвой органики покрыл океаны, препятствуя проникновению солнечных лучей в глубины. Мир погрузился во тьму. Но, несмотря на это, человечество всё же смогло выжить в столь суровых условиях, отвоевало для себя жизненную среду в мёртвом мире. И этот новый мир, созданный человечеством, стал известным как Аква.
К 2661 году человечество прочно обосновалось в огромных подводных городах, и старые политические лагеря вновь стабилизировались, практически не изменившись. Как следствие Аква разделилась на несколько акваторий, таких как капиталистическая, демократическая Атлантическая федерация, олигархический индо-арабский Союз кланов и монархический русско-японский Сёгунат. Кроме того, в южной части Тихого океана образовалась Зона торнадо, полная водоворотов, где осели анархисты, наёмники, пираты и другие нежеланные члены общества, всегда готовые продать свои души и предать своих друзей.
Единственная компания — ЭнэТраКис (англ. EnTrOx — Energy-Transportation-Oxygen) — давным-давно монополизировала отрасли промышленности, необходимые для выживания людей под водой, а также новые технологии позволяющие сверхбыстрые подводные путешествия. С другой стороны, многие старые технологии были либо утеряны, либо стали бесполезными. Например, из-за огромного слоя радиоактивных осадков в атмосфере спутниковая связь и навигация стали невозможными, хотя некоторые организации и занимаются поисками способов вернуть эти возможности.

### Общество
Общество Аквы состоит из нескольких политических и региональных лагерей:
- Атлантическая федерация — американские и европейские исследовательские станции в северной части Атлантического океана.

Столица: Неополис, 2203 м
- Союз кланов — союз арабских и индийских станций на дне Индийского океана.

Столица: Плавучий Бомбей, 1287 м
- Сёгунат — совокупность независимых японских, китайских и российских глубоководных экспериментальных станций в северной части Тихого океана.

Столица: Звезда Востока, 1649 м
- Зона торнадо — «отбросы общества», сбившиеся в южной части Тихого океана.

Столица: Атакама-сити, 5285 м
- ЭнТрОкс — крупнейшая корпорация в Акве, монополисты по части транспортировки и снабжения населения дыхательными смесями.

Центр: Штаб-квартира, 2365 м
- Машина Антарктика — мощная исследовательская станция в Южном океане, ведущая передовые революционные разработки.

Центр: Машина Антарктика, Убежище Технократов, 4633 м

## Игры в серии
| Сводный рейтинг | Сводный рейтинг |
| Агрегатор       | Оценка          |
| --------------- | --------------- |
| GameRankings    | 65,47 %         |

| Сводный рейтинг | Сводный рейтинг |
| Агрегатор       | Оценка          |
| --------------- | --------------- |
| GameRankings    | 65,19 %         |

- «Archimedean Dynasty»
- «AquaNox» (2001) — игра для ПК.
- «AquaNox 2: Revelation»
- «AquaNox: Angel’s Tears» — ремейк «AquaNox 2: Revelation» для консоли PlayStation 2. Релиз отменён.
- «AquaNox: Deep Descent» — Возрождение серии футуристических подводных симуляторов, почти никак не связанная сюжетно с предыдущими частями серии. Релиз был намечен на 2017 год, но дважды переносился и состоялся только 16 октября 2020[3].